# 和歌山県立箕島高等学校宮原校舎
和歌山県立箕島高等学校宮原校舎（機械科実習棟）（わかやまけんりつ みのしまこうとうがっこう みやはらこうしゃ きかいかじっしゅうとう）は、和歌山県有田市にある公立の高等学校である。
和歌山県立箕島高等学校の機械科の実習棟として存在している。実習以外の授業は本校（箕島校舎）で行い、実習授業（1年生:週に1日、2、3年生:週に2日）を宮原校舎（機械科実習棟）で行なっている。和歌山大学と「ものつくり」を目的の主眼として連携を行っている。

## 沿革
- 1971年 開校

## 設置学科
- 機械科

## 所在地
- 〒649-0434 有田市宮原町新町416番地